# Nikolauskirche (Oberndorf bei Salzburg)

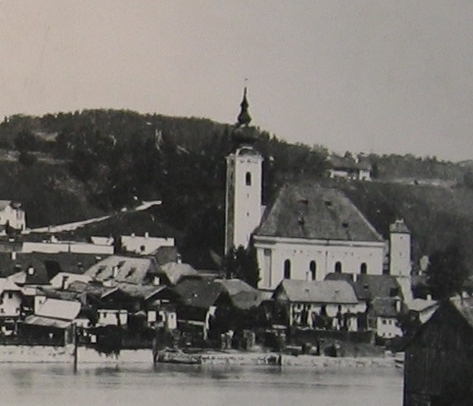
Die nicht mehr existierende erste Oberndorfer Pfarrkirche

Bei der Nikolauskirche in Oberndorf (früher auch Schifferkirche St. Nikola oder nur St. Nikola, heute auch als Alte Nikolauskirche bezeichnet) handelt es sich um die nicht mehr existierende erste Pfarrkirche in der Salzburger Stadtgemeinde Oberndorf bei Salzburg im Bezirk Salzburg-Umgebung. Das aus dem 18. Jahrhundert stammende, dem heiligen Nikolaus geweihte Gotteshaus war bereits der Nachfolgebau einer ebenfalls dem Nikolaus geweihten Kirche aus dem 12. Jahrhundert. Das bis 1816 als Schifferkirche genutzte, danach als Seelsorgestelle und ab 1850 als Oberndorfer Pfarrkirche fungierende Bauwerk wurde in den 1890er Jahren wegen Hochwasserschäden desolat, 1906 durch einen Neubau an anderer Stelle ersetzt und um 1910 abgetragen.
In der Kirche wurde das Weihnachtslied Stille Nacht, heilige Nacht 1818 uraufgeführt. Auf dem Schuttkegel der abgetragenen Kirche steht seit 1937 die Stille-Nacht-Kapelle.

## Geschichte

### Die erste Nikolauskirche
Altach, der älteste Teil des heutigen Oberndorf, war bis Anfang des 19. Jahrhunderts Vorort der jetzt bayerischen Stadtgemeinde Laufen und Umschlagplatz für Salz und andere Güter, die mittels Binnenschifffahrt auf der Salzach transportiert wurden. Eine Kirche für diesen Ort ist bereits um 1140 belegt. Um 1170 wird sie als eine dem heiligen Nikolaus geweihte Kirche erwähnt (Nikolaus gilt als Schutzpatron unter anderem für Reisende und Binnenschiffer). 1457 ist ein Friedhof bei der Kirche nachgewiesen. Die Kirche befand sich am östlichen Siedlungsende von Altach. Erhalten wurde der Kirchenbau – gleich wie die später angelegte, wenig salzachabwärts gelegene Oberndorfer Schifferkapelle – seitens der Salzachschiffer, die im Zuge von 1594 und 1611 geschlossenen Handelsverträgen zwischen Salzburg und Bayern auch für die Kirche als Schifferkirche aufzukommen hatten, zumal die Einkünfte aus der Schifffahrt an Bayern gingen. Die Nikolauskirche war Filiale der Pfarr- und Stiftskirche Laufen.
In den 1650er Jahren war das Kirchengebäude aufgrund von Hochwasserschäden so stark in Mitleidenschaft gezogen, dass eine grundlegende Sanierung erforderlich wurde. Der Dekan der Stiftskirche Laufen, Georg Paris Ciurletti, berichtet von einem am 27. Februar 1654 stattgefundenen Lokalaugenschein, bei dem festgestellt worden sei, dass schon eingebrachte Holzkonstruktionen nicht imstande wären, die bereits eingetretenen Absenkungen und Mauerneigungen auszugleichen. Längere Diskussionen zwischen dem Bistum Regensburg und dem Erzstift Salzburg um die Finanzierung folgten. Erst die Drohung der Salzburger Verwaltung gegenüber dem Kurfürstentum Bayern, bei Untätigkeit sämtliche Kircheneinkünfte an sich zu ziehen, brachte ein Einlenken desselben und führte zu einer Sanierung der Kirche, die 1661 begonnen wurde. 1663 wurde der Anschaffung eines neuen Hochaltars und eines Seitenaltars beschlossen, 1665 ein zweiter Seitenaltar. Bei den Sanierungsarbeiten wurde auch der Dachstuhl erneuert.

### Der Neubau

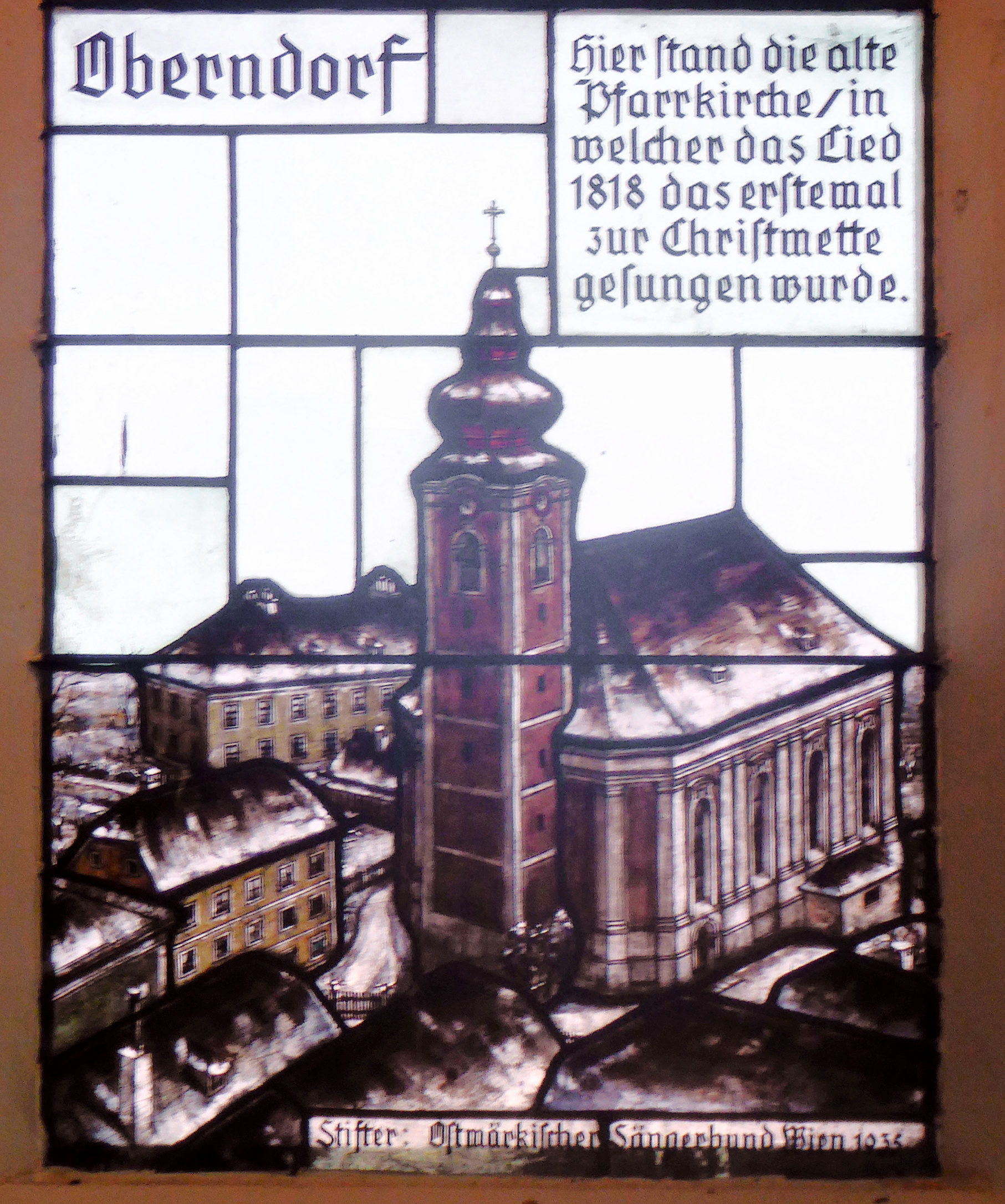
Abbildung der Nikolauskirche auf einem Glasfenster der Stille-Nacht-Kapelle

Am 1. April 1757 fiel ein großer Teil von Altach einer Brandkatastrophe zum Opfer, so auch die Nikolauskirche. Erst nach einem zwölfjährigen Dasein als Ruine wurde 1769 eine Wiedererrichtung beschlossen. Kurfürst Maximilian III. Joseph veranlasste den Wiederaufbau der Kirche. Am 15. März 1770 erfolgte die Grundsteinlegung durch Vinzenz Joseph von Schrattenbach. Der Wiederaufbau dauerte bis 1775 und umfasste den Neubau des Langhauses und die Aufstockung des verbliebenen romanischen Turms, der mit einem Zwiebelhelm versehen wurde. Aus dem nach dem Ortsbrand geborgenen Metall wurden 1774 zwei neue Glocken gegossen. Die Einrichtung dürfte um 1778 abgeschlossen gewesen sein. Die Gesamtkosten beliefen sich auf rund 43.000 Gulden. Nach Fertigstellung wurde neben der Kirche ein auch als Schule dienendes Mesnerhaus errichtet. Geweiht wurde die Kirche allerdings erst am 28. Oktober 1798 durch Sigmund Christoph Zeil-Trauchburg, dem damaligen Fürstbischof von Chiemsee. Auch der Neubau wurde weiterhin aus Einnahmen von den in Laufen/Altach anlaufenden Salzach-Handelsschiffen erhalten.
Mit der Einrichtung der Salzach als neue Staatsgrenze zwischen dem Kaisertum Österreich und dem Herzogtum Bayern per 1. Mai 1816 erfolgte die Trennung von Laufen und Oberndorf. Der rechts der Salzach gelegene Teil der Pfarre Laufen (Altach, Oberndorf und Göming) wurde zur neuen Pfarre Oberndorf und die Nikolauskirche zur ersten Oberndorfer Pfarrkirche. Die kirchlichen Einnahmen aus dem rechtsseitigen Pfarrbereich kamen bis zur Klärung einiger Sachverhalte nicht der Pfarre selbst zu, sondern wurden bis dahin von staatlicher Stelle zurückbehalten, so dass in dieser Zeit für Personal und Arbeiten kaum Geld zur Verfügung stand und vieles von der Gemeinde Oberndorf bezahlt wurde. Die Pfarre wurde daher auch lange Zeit nur von einem Pfarrprovisor betreut. Der erste Pfarrer, Johann Nepomuk Waibl, wurde 1850 eingesetzt. Dieser ließ 1852/1853 das Mesnerhaus erweitern und zu einem Pfarrhof umbauen. Um diese Zeit kam es erneut zu Hochwasserschäden am Kirchengebäude, so dass es 1852 gesperrt werden musste und erst nach einer statischen Festigung wieder zugänglich war.
1894 musste aus Platzmangel die Orgelempore zu einer Empore für die Kirchenbesucher umgebaut werden, für die Orgel wurde darüber eine zweite Empore eingezogen.
1897 und 1899 kam es zu weiteren schweren Hochwässern, worunter das Kirchengebäude so stark litt, dass am 23. November 1903 die Kirche erneut gesperrt wurde. Man entschied sich aufgrund der wiederkehrenden Überschwemmungen auch im im Lauf der Zeit neu entstandenen Wohngebiet östlich von Altach (Alt-Oberndorf) nicht nur für eine Verlegung und den Neubau einer Kirche an hochwassersicherer Stelle mehrere hundert Meter salzachaufwärts, sondern auch zu einer Verlegung des gesamten Ortes dorthin. 1901–1903 wurde an der neuen Stelle die jetzige Salzachbrücke anstelle der alten, ebenfalls wiederholt zerstörten Verbindung von Laufen nach Altach (Vorgängerbrücke des Europastegs) gebaut. Viele Wohnhäuser im alten Gebiet wurden aufgegeben. 1906 wurde (mit endgültiger Fertigstellung 1910) die jetzige Pfarrkirche errichtet.
Der Abbruch der Nikolauskirche wurde 1906 genehmigt. Das unter anderem von der Zentralkommission für Denkmalpflege getragene Vorhaben, den Turm, der noch vom ersten Kirchengebäude stammte, zu retten, scheiterte an den Kosten. Sein oberer Teil wurde 1908 abgetragen. Ein weiterer Versuch, den Rest als Kapelle zu adaptieren, wurde ebenfalls wegen der Kosten verworfen, aber auch deshalb, damit die neue, weniger attraktiv erscheinende Kirche von der Kirchengemeinde besser angenommen würde. Ab 1913 befand sich nur noch ein Schutthügel auf dem Grundstück der Kirche. Bereits in diesem Jahr wurde davon gesprochen, an der Stelle ein Marterl zu errichten. Letztlich entschied man, auf dem Platz eine Gedächtnisstätte zu bauen, die an die erstmalige Aufführung des Weihnachtslieds Stille Nacht heilige Nacht in der Nikolauskirche erinnern sollte. Die Grundsteinlegung dieser Stille-Nacht-Gedächtniskapelle erfolgte 1924. Der Bau wurde aufgrund der schlechten wirtschaftlichen Lage nach dem Ersten Weltkrieg aber erst 1936 vollendet; geweiht wurde die Kapelle 1937. Sie steht auf dem Schutt der alten Kirche.

## Bau und Ausstattung

### Der ursprüngliche Bau

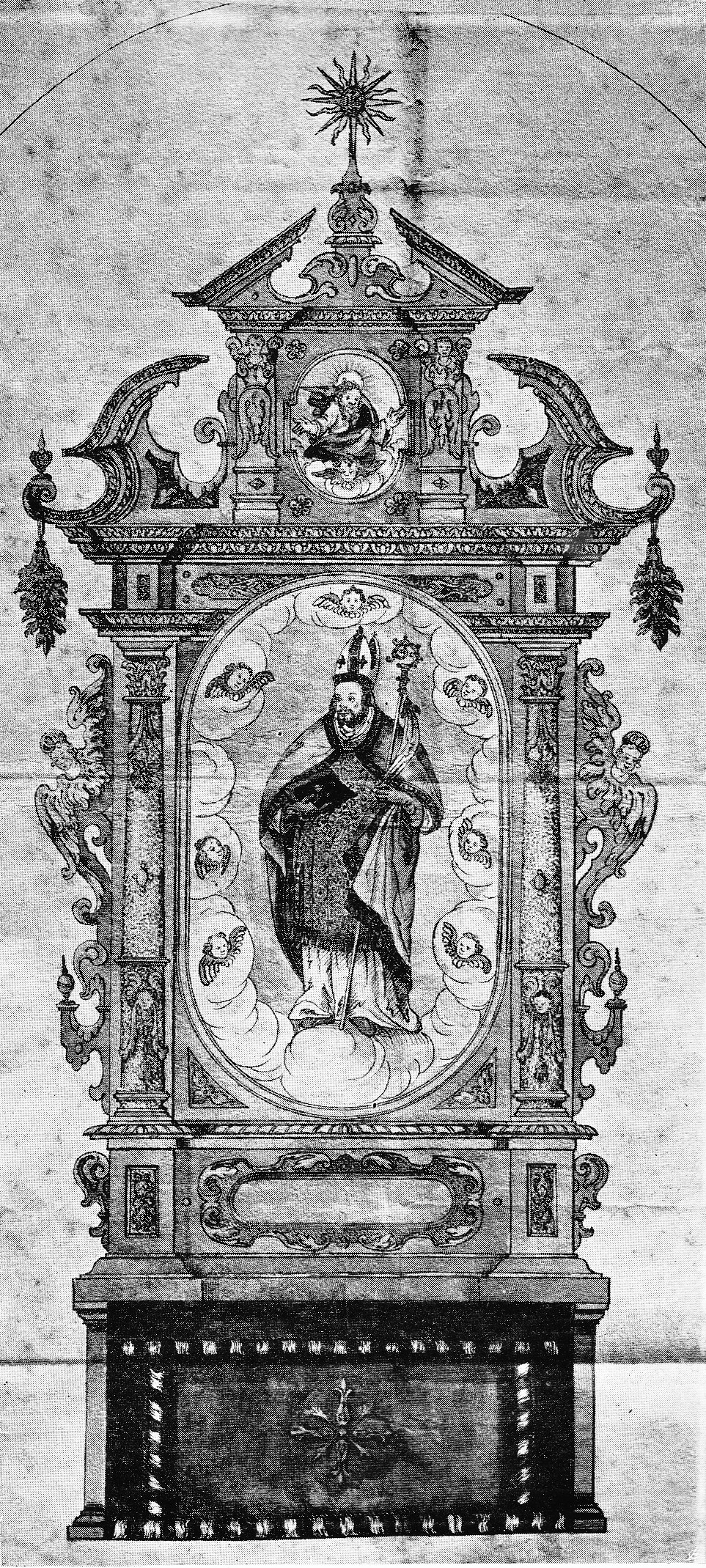
Entwurf für einen Altar von Wolf Pfaffinger (1661)

Die ursprüngliche Kirche muss ein romanischer Bau gewesen sein. Es wird berichtet, dass sie dieselbe „bitoreske“ Gestalt gehabt habe wie diejenige von Sankt Alban in der heutigen nahen Gemeinde Lamprechtshausen. Gezogen wurde der Vergleich zu Beginn des 19. Jahrhunderts anhand eines noch vorhandenen Modells der Kirche. Bei diesem war in der Mitte des Langhauses eine etwa brusthohe Trennwand eingezogen, um die (noch bis ins 20. Jahrhundert) gepflogene Trennung zwischen Männern und Frauen bei Gottesdiensten in der Kirche deutlicher hervorheben zu lassen. Das Fundament des Bauwerks ruhte auf hölzernen Pfählen, die Decke war nicht gewölbt, sondern hatte eine hölzerne Kassettendecke. Der Turm war aus massiven Steinquadern und hatte ein Untergeschoß mit Kreuzgratgewölbe und in den oberen Geschoßen gekuppelte Rundbogenfenster mit Säulchen.
Im Zuge der Renovierung im 17. Jahrhundert wurden neue Altäre im Stil des Frühbarock angeschafft. Der Entwurf zumindest des Hauptaltars wird dem Laufener Bildhauer Wolf Pfaffinger (1618–1667) zugeschrieben, dem Großvater von Josef Anton Pfaffinger. Angefertigt wurden Haupt- und erster Seitenaltar von Georg Lang, einem Laufener Schreiner. Das Bild des Hauptaltars zeigte den heiligen Nikolaus in einem Gemälde von Kaspar Zehentner. Der Seitenaltar war der heiligen Anna geweiht, ebenfalls mit einem Bild von Zehentner. Zusätzlich wurden Altarvorhänge erworben. Über den erst etwas später bewilligten zweiten Seitenaltar sind keine Details bekannt.
Die Kosten für die Ausstattung wurden, obwohl die Unterhaltung der Kirche Bayern oblag, aus einer karitativen Stiftung des damals schon länger verstorbenen Salzburger Erzbischofs Wolf Dietrich von Raitenau getragen, die Zustimmung zur Besorgung erfolgte vom regierenden Guidobald von Thun und Hohenstein, der sich zu dieser Zeit bereits in Regensburg befand und kurz darauf auch der für die Kirche zuständige Bischof von Regensburg wurde.

### Der Wiederaufbau
Den Plan des nach dem Brand neu gebauten Langhauses erstellte Kirchenbaumeister Franz Alois Mayr, und es war, gleich wie die neue Ausstattung, im Rokoko-Stil. Als Vorbild diente die Wallfahrtskirche Marienberg bei Burghausen. Der Bau bestand aus einem Mittelquadrat mit einer Kuppel und vier Armen. Die Wände waren durch flache Pilaster gegliedert. Die Kuppel hatte keine Gemälde, die Zwickel über den Eckpfeilern aber spätklassizistische Emblemmalereien. Die Empore war geschwungen.
Die Bau- und Ausstattungsarbeiten wurden, da von Bayern finanziert, überwiegend an bayerische Künstler und Handwerker vergeben: Der Maler Christian Wink fertigte 1775 das Hochaltarbild (hl. Nikolaus) und das Bild des seitlichen Maximiliansaltars an, Franz Ignaz Oefele das Bild des seitlichen Rupertusaltars. Johann Georg Kapfer schuf die drei Altäre und die Kanzel, und Georg Wolfgang Pröbstl und Johann Georg Lindt führten Tischler- und Bildhauerarbeiten aus.
Nach dem Übergang von St. Nikola zur Pfarrkirche Oberndorf wurde die Kirche 1817 mit einem Tabernakel, angefertigt vom Laufener Tischlermeister Johann Hacksteiner, versehen; als Filialkirche hatte sie bisher keinen. 1825 kam eine neue Orgel, und von 1827 bis 1829 wurden die Altaraufbauten, ebenfalls von Hacksteiner, – ob wegen Schadhaftigkeit oder geändertem Zeitgeschmack ist unklar – erneuert (Bildhauerarbeiten von Johann Giner, Marmorierung, Vergoldung von Thomas Wechselberger). Die Altarbilder aus dem Rokoko wurden beibehalten.
Etliche der Kunstwerke wurden nach 1900 in die neue Pfarrkirche übertragen und sind erhalten. Das Kreuz unter der Vierung steht heute als Wegkreuz bei der Oberndorfer Wallfahrtskirche Maria Bühel.

### Orgel

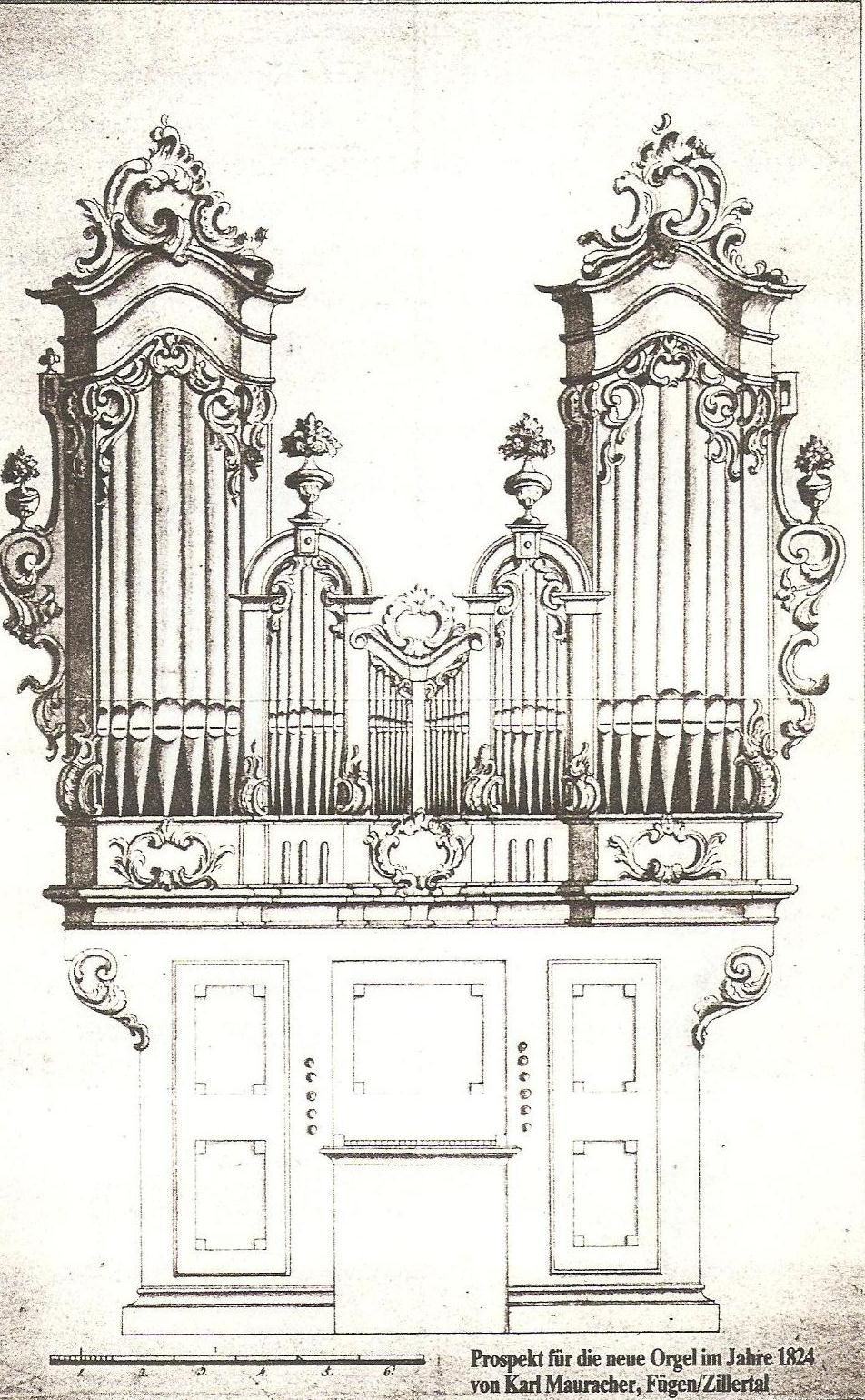
Karl-Mauracher-Orgel von 1825

Die Nikolauskirche war mit einem Orgelpositiv ausgestattet, das um 1816 bereits heruntergekommen war, jedoch vom Tiroler Orgelbauer Karl Mauracher vorübergehend in Stand gesetzt wurde. 1821 attestierte Mauracher, der auch die Orgel in der Wallfahrtskirche Maria am Mösl in Arnsdorf betreute, dass das Oberndorfer Instrument wurmstichig, teilweise unbrauchbar und nicht mehr reparabel sei. Es konnte dennoch, vermutlich nach Elixhausen, verkauft werden. Anscheinend gleichzeitig wie für die Pfarrkirche Faistenau hatte Mauracher 1825 in der Nikolauskirche eine von ihm geschaffene Orgel neu aufgestellt. Sie war das erste Instrument mit chromatischer Klaviatur, also ohne kurze Oktave, im Land – damals Herzogtum – Salzburg.
Disposition
| Manual        |    |
| Principal     | 8' |
| Copel         | 8' |
| Gamba         | 8' |
| Octav         | 4' |
| Flauto Ottavo | 4' |
| Flauto duodez | 3' |
| Superoctav    | 2' |
| Mixtur V      | 2' |

| Pedal    |               |
| Subbaß   | 16'           |
| Oktavbaß | 8' (aus Holz) |
| Posaun   | 8' (aus Zinn) |

Anders als die Altarkunstwerke wurde die Orgel nicht in das neue Kirchengebäude übernommen.

## Uraufführung von „Stille Nacht, heilige Nacht“ und seine Vermarktung
Mit der Trennung von Laufen und Oberndorf hatte die Kirche weder Pfarrer noch Organisten. Auf der Suche nach einem Musiker konnte man Franz X. Gruber, damals Dorfschullehrer und Organist in Arnsdorf, gewinnen, der von 1816 bis 1829 den Kantoren- und Organistendienst in der Nikolauskirche übernahm. Joseph Mohr kam 1817 auf sein eigenes Ansuchen hin für kurze Zeit als Koadjutor nach Oberndorf, um den damaligen ersten Pfarrprovisor Josef Kessler zu unterstützen. Der ebenfalls musikausgebildete Mohr hatte bereits ein Jahr zuvor den Text von Stille Nacht gedichtet. Er bat 1818, angeblich erst am Tag des Heiligen Abends selbst, Gruber um eine zweistimmige Melodie, der sie noch bis zum Abend fertigstellte.
Das Lied wurde am 24. Dezember 1818 nach der Christmette bei einer Krippenandacht in einer Seitenkapelle der Kirche aufgeführt, bei der keine Orgel zum Einsatz kam, da entweder die beiden Musiker es so wünschten oder weil die Andacht nicht zur Liturgie gehörte. Das Lied wurde von Mohr (Tenor, erste Stimme) und Gruber (Bass, zweite Stimme) gesungen und von Mohr auf der Gitarre begleitet. Über den Orgelbauer Mauracher kam das Lied zuerst in dessen Tiroler Heimatort Fügen und verbreitete sich von dort rasch in viele Richtungen, letztendlich mehr oder minder in alle Welt. Die heute weithin bekannte Version ist etwas anders als die Urfassung. Für die große Akzeptanz des Liedes ist nicht unbedeutend, dass es als ein Vermittler und Symbol des Friedens empfunden und propagiert wird. Zahlreiche Adaptionen und eine breite Rezeption des Liedes folgten (s. Stille Nacht, heilige Nacht).
Die Verbreitung des Liedes veranlasste dazu, nach Abbruch des Kirchengebäudes an ihrer Stelle eine Gedächtnisstätte zu errichten. Bereits 1918 war eine große 100-Jahr-Jubiläumsfeier ins Auge gefasst, die jedoch zum Debakel wurde, da die dafür gestartete Nagelaktion, eine damals öfters praktizierte Form der Spendensammlung, aufgrund der Zeitumstände (Ende des Ersten Weltkriegs, Hunger in der Bevölkerung) kein Geld einbrachte. Gewissermaßen nachgeholt wurde die Feier in Form der festlichen Grundsteinlegung für die Stille-Nacht-Kapelle am 15. bis 17. August 1924. Im Zuge dessen war man auch um den Erwerb des Mohr-Gruber-Denkmals bemüht.

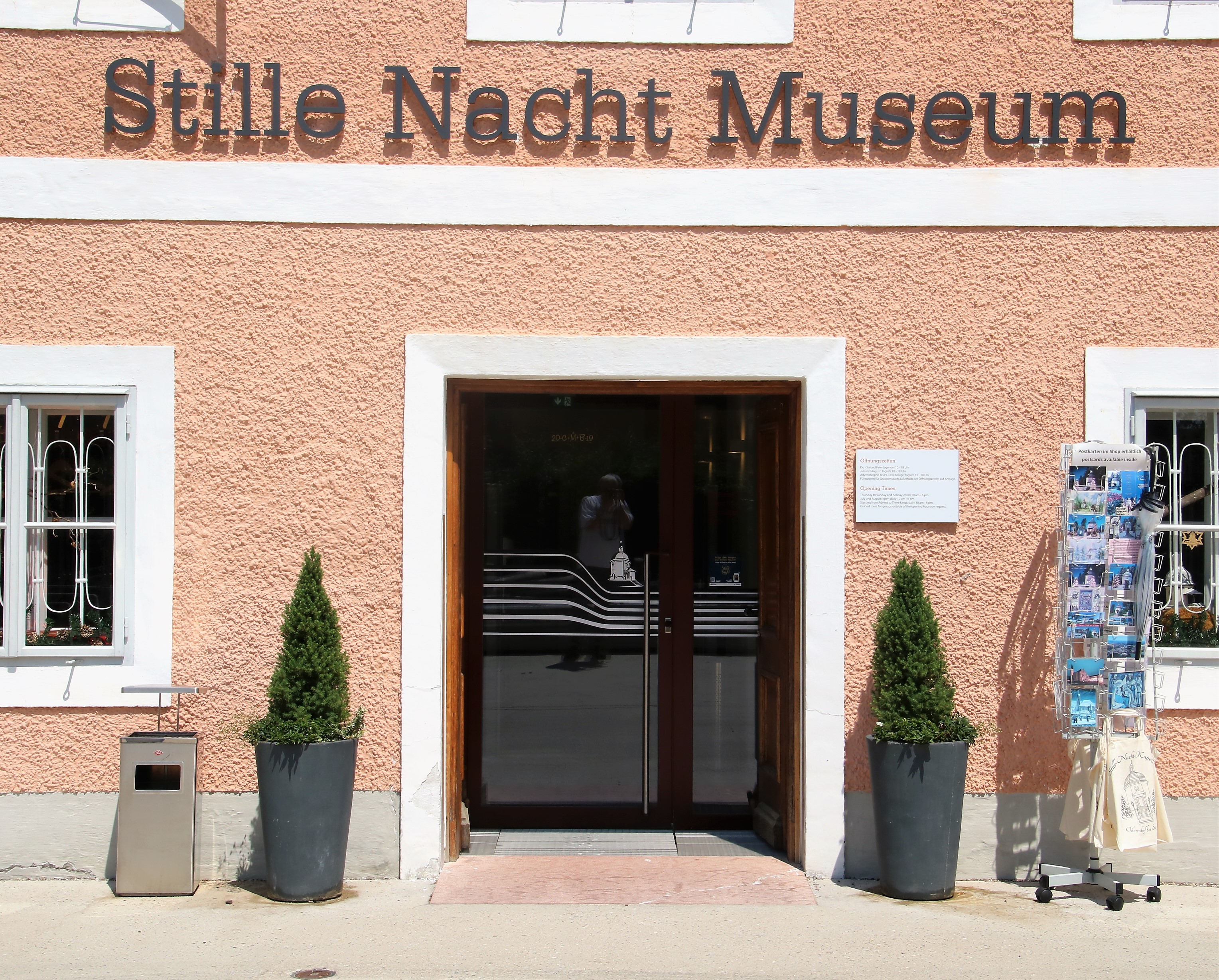
Eingang zum Oberndorfer Stille-Nacht-Museum

Im Lauf der Zeit wurde das Thema Stille Nacht mehr und mehr zu einem Schlagwort in der Fremdenverkehrswerbung, besonders für den Advent- und Weihnachtstourismus. Der Ort der Uraufführung sowie die Geburtsorte und Wirkungsstätten von Mohr und Gruber werden zu Stille-Nacht-Gemeinden erklärt. Der Bereich um die Stille-Nacht-Kapelle gilt als Stille-Nacht-Bezirk mit dem Oberndorfer Heimatmuseum als Stille-Nacht-Museum, gleich wie es eines in Arnsdorf gibt und eines in Hallein (Halleiner Stadtmuseum). Letzter Höhepunkt war das Bestandsjubiläum 200 Jahre Stille Nacht von Mitte November 2018 bis Anfang Februar 2019. Im Rahmen der dezentral organisierten Landesausstellung Stille Nacht 2018 wurde das Stille-Nacht-Lied und das Wirken seiner Urheber aufbereitet und an mehreren Ausstellungsorten vermittelt. Im Rahmen dessen wurde auch der Stille-Nacht-Friedensweg eingerichtet, der im Oberndorfer Stille-Nacht-Bezirk, mithin am Standort der alten Nikolauskirche, beginnt und endet. Dort findet auch jährlich am frühen Abend des 24. Dezember eine Gedenkveranstaltung statt, die in den Medien (TV, Internet) übertragen wird und bei der die Urfassung des Lieds zu hören ist.